# Mauro Velásquez Villacís
Mauro Horacio Velásquez Villacís, más conocido como Mauro Velásquez (Guayaquil, 14 de marzo de 1943 - Ibidem, 30 de junio de 2019), fue un periodista deportivo ecuatoriano. Ha destacado tanto como redactor como autor de libros relacionados con el tema deportivo. Es considerado por muchos como uno de los mejores periodistas deportivos que ha tenido el país.

## Trayectoria
Mauro Velásquez es uno de los primeros periodistas universitarios que hubo en el Ecuador, graduado en la Universidad de Guayaquil. En 1959 comenzó sus labores comenzó en Radio Ortiz, una estación del doctor Rigoberto Ortiz Bermeo. Luego pasó a trabajar en múltiples medios guayaquileños como Radio El Mundo, Radio Atalaya, Radio Ondas del Pacífico, Radio Sucre y Radio Caravana. En medios escritos ha sido columnista de los diarios El Telégrafo, Diario La Razón, Diario Expreso y Diario El Universo. A partir de 1963 integró el personal de la Revista Siete Días Deportivo hasta su finalización en 1969 del que fue su Director. También en 1983, integró el personal de Revista Estadio y a mediados de la década de los 90 integró como columnista en la Revista Barcelona y Revista El Ídolo donde sus colaboradores eran Ricardo Vasconcellos, Arístides Castro, Alberto Sánchez Varas, Ricardo Chacón y Guillermo Valencia. Además es colaborador de la Federación Internacional de Historia y Estadísticas de Fútbol y de la revista Don Balón de España.
A nivel de televisión fue el primer periodista en realizar un programa de análisis de fútbol a través de Canal 4 Guayaquil, con el programa La Número Cinco en Acción el cual tuvo una popularidad inusitada y que con el tiempo muchas televisoras sobre todo quiteñas copiarían su estilo a la hora de presentar el resumen de los juegos del Campeonato Ecuatoriano de Fútbol hasta 1982, además laboró en Telecentro, Cable Deportes Canal 7 desde 1990 a 2005. En los últimos años formó parte del panel del programa Fútbol Internacional de Caravana Televisión hasta el año 2011.
Falleció el 30 de junio de 2019, víctima de una enfermedad degenerativa acaecida desde el año 2011.

## Obras publicadas
Además de su carrera periodística, Mauro Velásquez también ha publicado diversos libros referidos a la actividad deportiva en el Ecuador. Es considerado hoy en día como uno de los periodistas más versados en el futbol internacional y también como historiador deportivo, conocedor profundo de los orígenes del futbol ecuatoriano desde la época amateur.
| Año  | Libro                                                              |
| ---- | ------------------------------------------------------------------ |
| 1972 | De Chuchuca a Spencer, 20 años de futbol                           |
| 1986 | Historia del Barcelona S.C. (1925-1986)                            |
| 1988 | Sueño, promesa y realidad. El Estadio del Barcelona Sporting Club. |
| 1998 | El fútbol ecuatoriano y su selección nacional                      |
| 2006 | Grandes Momentos del Club Sport Patria                             |